# Grolier Club

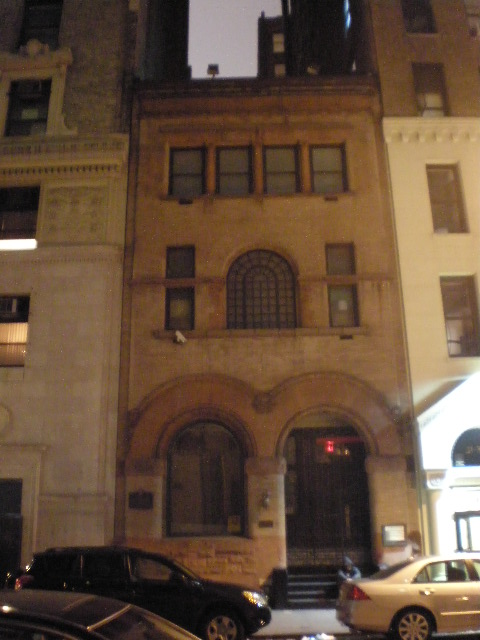
Das ehemalige Grolier Club Haus in der 29 East 32nd Street in New York

Der Grolier Club ist ein Gentlemen’s Club und Vereinigung von Bibliophilen in New York. Gegründet im Januar 1884 ist es der älteste bestehende Verein für Buchliebhaber in Nordamerika. Der Club ist benannt nach Jean Grolier. Die Club-Statuten sind: „das literarische Studium der Kunst in Bezug auf die Herstellung von Büchern, darunter die Veröffentlichung und Entwerfung der Bücher, um zu veranschaulichen, zu fördern und zu ermutigen in diesen Künsten und der Erwerb, Einrichtung und Wartung eines geeigneten Clubgebäudes für die Verwahrung des Vermögens, wobei in Sitzungen Vorträge und Ausstellungen von Zeit zu Zeit stattfinden…“

## Geschichte
Die Gründer des Clubs waren William Loring Andrews, Theodore Low De Vinne, Alexander Wilson Drake, Albert Gallup, Robert Hoe, Brayton Ives, Samuel W. Martin, E. S. Mead, und Arthur B. Turnure. Perfektion in der Kunst der Buchbinderei wird gefördert. Edwin Davis French gravierte das vereinseigene Exlibris sowie Exlibris für viele seiner Mitglieder.
Der Grolier Club unterhält eine wissenschaftliche Bibliothek, spezialisiert auf Bücher über Bibliographie und Bibliophilie, Druck (vor allem die Geschichte des Buchdrucks und Beispiele von feinem Druck), Bindung, Illustration und Buchhandel. Er verfügt über eine der umfangreichsten Sammlungen von Büchern über Bücherauktionen und Buchhändlerkataloge in Nordamerika. Die Bibliothek bewahrt die Archive einiger der prominenten Mitglieder, wie Sir Thomas Phillipps sowie von Bücherliebhabern und Verlagen, wie etwa dem „Hroswitha Club of women book collectors“, benannt nach Roswitha von Gandersheim.
Ehrenmitglieder waren unter anderem: Isaac Newton Phelps Stokes (1927), Bruce Rogers (1928), Henry Watson Kent (1930), Franklin D. Roosevelt (1934), Rudolf Růžička (1946), Lawrence C. Wroth (1950), Carl Purington Rollins (1951), Elmer Adler (1952), Martin Bodmer (1964), Joseph Blumenthal (1967) und Mary Morley Crapo Hyde Eccles (1989).
Korrespondierende Mitglieder waren Sir Emery Walker (1920), Alfred W. Pollard (1921), Sir Geoffrey Keynes (1922), Michael Sadleir (1925), Stanley Morison (1951), Giovanni Mardersteig (1964), Howard M. Nixon (1971), Nicolas Barker (1972), John Carter (1973) und Hermann Zapf (2003).
Der Grolier Club hat auch ein Programm für öffentliche Ausstellungen, für „besondere Bücher und Drucke, die als Objekte würdig für Ausstellungen auf Augenhöhe mit Malerei und Skulptur“. Die Ausstellungen werden aus verschiedenen Quellen gespeist, einschließlich Beteiligungen des Clubs, seinen Mitgliedern und der institutionellen Bibliotheken.
Der Grolier Club hatte drei Standorte seit er im Jahre 1884 gegründet wurde. Das erste Haus war gemietet. 1890 zog der Grolier Club in ein neuromanisches Gebäude an der 29 East 32nd Street. Seine aktuelle Lage ist 47 East 60th Straße in Midtown Manhattan und seine Heimat seit 1917. Das Gebäude wurde vom Mitglied Bertram Grosvenor Goodhue im neo-georgischen Stil als Stadthaus gestaltet.
Der Grolier Club ist Mitglied der Fellowship of American Societies Bibliophile.

## Liste der Präsidenten
Die folgenden Personen haben dem Club als Präsidenten gedient:
- Robert Hoe (1884–1888)
- William Loring Andrews (1888–1892)
- Beverly Chew (1892–1896)
- Samuel Putnam Avery (1896–1900), Porträt: Medaille 1897 von Anton Scharff (1845–1903)
- Howard Mansfield (1900–1904)
- Theodore Low De Vinne (1904–1906)
- Edwin B. Holden (1906–1906)
- Richard Hoe Lawrence (1906–1908)
- William F. Havemeyer (1850–1913) (1908–1912)
- Edward G. Kennedy (1912–1916)
- Arthur Hawley Scribner (1916–1920)
- Henry Watson Kent (1920–1924)
- William B. Osgood Field (1924–1928)
- Lucius Wilmerding (1928–1932)
- William B. Ivins, Jr. (1932–1935)
- Frederick Coykendall (1935–1939)
- Harry T. Peters (1939–1943)
- Edwin De T. Bechtel (1943–1947)
- Frederick B. Adams, Jr. (1947–1951)
- Irving S. Olds (1951–1955)
- Arthur A. Houghton (1955–1957)
- C. Waller Barret (1957–1961)
- Donald F. Hyde (1961–1965)
- Gordon N. Ray (1965–1969)
- Alfred H. Howell (1969–1973)
- Robert H. Taylor (1973–1975)
- Herman W. Liebert (1975–1978)
- Robert D. Graff (1978–1982)
- Frank S. Streeter (1982–1986)
- G. Thomas Tanselle (1986–1990)
- Kenneth A. Lohf (1990–1994)
- William Bradford Warren (1994–1998)
- William T. Buice III (1998–2002)
- Carolyn L. Smith (2002–2006)
- William H. Helfand (2006–2010)
- Eugene S. Flamm (2010-)

## Publikationen
Der Club hat Ausgaben der folgenden Werke herausgegeben:
- Richard du Bury, Philobiblion
- Robert Hoe, Catalogues of Early and Original Editions from Langland to Wither; Bookbinding as a Fine Art
- William Matthews, Modern Book Binding
- Theodore Low De Vinne, Historic Printing Types
- George William Curtis, Washington Irving